# Зимске олимпијске игре 1980.
Зимске олимпијске игре 1980. одржане су Лејк Плесиду, у Сједињеним Америчким Државама. За ове Игре је Међународни олимпијски комитет (МОК) разматрао две молбе за домаћина, али је  Ванкувер, други кандидат, повукао кандидатуру непосредно пре коначног гласања. Лејк Плесид је по други пут организовао Зимске олимпијске игре, након Зимских олимпијских игара 1932.
Игре су запамћене по повратку Кине као земље учеснице пошто се МОК сложио да означава Тајван Кинеским Тајпејем. Кина је годинама бојкотовала игре због тога што је МОК дозвољавао самосталне наступе Тајвану. 
Игре су донеле и једну технолошку новину: први пут је на такмичењима употребљен вештачки снег.
У такмичарском програму су се истакли следећи појединци и тимови:
- Ингемар Стенмарк из Шведске је освојио злата и у слалому и у велеслалому. Хани Венцел из Лихтенштајна поновила је његов досег од два злата у алпском скијању (слалом, велеслалом) у женској конкуренцији. Тиме је њена држава постала најмања држава која је освојила олимпијско злато.
- Улрих Велинг, нордијски комбинаторац из Источне Немачке, и Ирина Родњина, клизачица из Совјетског Савеза, победили су у својим дисциплинама на трећим Зимским играма заредом.
- Биатлонац Александар Тихонов (СССР) освојио је четврту златну медаљу на четвртим Зимским олимпијским играма заредом. Тихонов је све златне медаље освојио у штафетним тркама.
- Николај Зимјатов (СССР) јест освојио три златне медаље у скијашком трчању.
- Ерик Хајден (САД) јест освојио свих 5 златних медаља у брзом клизању (500 m, 1.000 m, 1.500 m, 5.000 m и 10.000 m) поставивши четири олимпијска и један светски рекорд. Тај подухват је до данас остао ненадмашен у том спорту.[тражи се извор]
- Наступ хокејашког тима САД изненадио је фаворизоване екипе Совјетског Савеза у полуфиналу и Финске у финалу. О том догађају је 2004. снимљен филм Miracle (у српском преводу: Чудо).

## Списак спортова
- Алпско скијање
- Биатлон (3) (детаљи)
- Боб
- Брзо клизање
- Хокеј на леду

- Санкање
- Скијашко трчање
- Нордијска комбинација
- Скијашки скокови
- Уметничко клизање

## Земље учеснице
| - Андора (3) - Аргентина (12) - Аустралија (9) - Аустрија (43) - Белгија (3) - Боливија (3) - Бугарска (8) - Грчка (3) - Западна Немачка (80) | - Источна Немачка (53) - Италија (46) - Јапан (50) - Јужна Кореја (10) - Југославија (15) - Канада (58) - Кина (24) - Кипар (3) - Костарика (3) | - Либан (3) - Лихтенштајн (7) - Мађарска (3) - Монголија (3) - Нови Зеланд (5) - Норвешка (63) - Пољска (30) - Румунија (35) - Сједињене Америчке Државе (103) | - Совјетски Савез (86) - Уједињено Краљевство (48) - Финска (53) - Француска (22) - Холандија (29) - Чехословачка (14) - Швајцарска (44) - Шведска (61) - Шпанија (8) |

## Списак поделе медаља
(Медаље домаћина посебно истакнуте)
| Зимске олимпијске игре Лејк Плесид 1980. | Зимске олимпијске игре Лејк Плесид 1980. | Зимске олимпијске игре Лејк Плесид 1980. | Зимске олимпијске игре Лејк Плесид 1980. | Зимске олимпијске игре Лејк Плесид 1980. | Зимске олимпијске игре Лејк Плесид 1980. |
| ---------------------------------------- | ---------------------------------------- | ---------------------------------------- | ---------------------------------------- | ---------------------------------------- | ---------------------------------------- |
| Пласман                                  | Држава                                   | Злато                                    | Сребро                                   | Бронза                                   | Укупно                                   |
| 1                                        | СССР                                     | 10                                       | 6                                        | 6                                        | 22                                       |
| 2                                        | Источна Немачка                          | 9                                        | 7                                        | 7                                        | 23                                       |
| 3                                        | Сједињене Америчке Државе                | 6                                        | 4                                        | 2                                        | 12                                       |
| 4                                        | Аустрија                                 | 3                                        | 2                                        | 2                                        | 7                                        |
| 5                                        | Шведска                                  | 3                                        | 0                                        | 1                                        | 4                                        |
| 6                                        | Лихтенштајн                              | 2                                        | 2                                        | 0                                        | 4                                        |
| 7                                        | Финска                                   | 1                                        | 5                                        | 3                                        | 9                                        |
| 8                                        | Норвешка                                 | 1                                        | 3                                        | 6                                        | 10                                       |
| 9                                        | Холандија                                | 1                                        | 2                                        | 1                                        | 4                                        |
| 10                                       | Швајцарска                               | 1                                        | 1                                        | 3                                        | 5                                        |
| 11                                       | Уједињено Краљевство                     | 1                                        | 0                                        | 0                                        | 1                                        |
| 12                                       | Западна Немачка                          | 0                                        | 2                                        | 3                                        | 5                                        |
| 13                                       | Италија                                  | 0                                        | 2                                        | 0                                        | 2                                        |
| 14                                       | Канада                                   | 0                                        | 1                                        | 1                                        | 2                                        |
| 15                                       | Мађарска                                 | 0                                        | 1                                        | 0                                        | 1                                        |
| 15                                       | Јапан                                    | 0                                        | 1                                        | 0                                        | 1                                        |
| 17                                       | Бугарска                                 | 0                                        | 0                                        | 1                                        | 1                                        |
| 17                                       | Чехословачка                             | 0                                        | 0                                        | 1                                        | 1                                        |
| 17                                       | Француска                                | 0                                        | 0                                        | 1                                        | 1                                        |
| Укупно                                   | Укупно                                   | 38                                       | 39                                       | 38                                       | 115                                      |